# Haliaetum
Haliaetum ali Alun je ljudsko ime za antično rimsko pristanišče z obrežno naselbino, čigar ostanki se nahajajo v Simonovem zalivu zahodno od Izole. Njegovo pravo ime ni znano, saj o njem ni ohranjenih pisnih virov.
Pod vodo so ostanki 55 metrov dolgega in več kot pet metrov širokega pomola s 110 m dolgim in 6,5 m širokim valobranom, ob katerem so lahko pristajale 30-metrske ladje. Gre za največje znano starorimsko pristanišče v Slovenski Istri.
Od ostankov naselbine izstopa razkošna, več kot 3000 m² velika obmorska vila s 600 m² ohranjenih talnih mozaikov, ki naj bi bila zgrajena v času cesarja Avgusta. Naselje je imelo tudi vodovod in kanalizacijo, njegov poln obseg pa še ni znan. Manjše najdbe (artefakte) s tega območja, kot so amfore, drugo posodje in jedilni pribor ter orodje, hranijo različni muzeji, kot sta Pokrajinski muzej Koper in piranski Pomorski muzej.
Leta 2009 je bilo najdišče odprto za obiskovalce. Od leta 2010 ga upravlja Univerza na Primorskem (UP), od leta 2017 pa je urejeno za obiskovalce kot Arheološki park Simonov zaliv.

## Arheološki park Simonov zaliv
Arheološki park Simonov zaliv (it. Parco archeologico di San Simone) je del Centra znanosti UP. Njegov strokovni vodja je Andrej Preložnik. Podvodni del parka lahko obišče vsak obiskovalec. Dobi primerno opremo in informacije, nato ga vodi inštruktor potapljanja.

### Snovanje parka
V okviru projekta »AS – Arheologija za vse. Oživljanje arheološkega parka Simonov zaliv (2015-2017)«, vrednega 1,2 milijona evrov, je pod vodstvom UP konservatorsko-restavratorske posege na vili opravil ZVKDS Restavratorski center. V sklopu projekta so bila opravljena arheološka izkopavanja ter konservirani in prezentirani ostanki vile - mozaiki in zidovi. Prezentirane ostaline so bila zaščitene z jadrnimi nadkritji. Urejen je bil sistem drenaže. Vzpostavljen je bil interpretacijski center. Na območju pristanišča vile je bil zasnovan podvodni arheološki park.
Za sklepni del so porabili 200 tisoč evrov. Projekt je vodila arheologinja Irena Lazar. Partnerji UP so bili Inštitut za potapljanje in podvodne aktivnosti Piran, Arhej d.o.o., Gagarin ltd in Občina Izola. Islandsko podjetje Gagarin je poskrbelo za inetraktivni, Arhej za interpretativni, Inštitut za potapljanje pa za podvodni del parka.